# Mahan Mirarab
Mahan Mirarab (persisch ماهان میرعرب, * 13. Juli 1983 in Teheran) ist ein iranischer Musiker (Gitarre, Tar, Oud, auch Gesang, Komposition) in den Genres Jazz und Weltmusik.

## Leben und Wirken
Mirarab wuchs in Teheran auf; bereits als Jugendlicher setzte er sich intensiv mit persischer Musik und den Musikkulturen der Araber, Türken und Kurden auseinander. Er studierte in Teheran bei Vahagn Hayrapetyan Jazzgitarre. Dabei spielte er auf einer bundlosen Gitarre und begann, orientalische Mikrotonalität mit Jazz zu verbinden. An der Universität Teheran studierte er Architektur.
2009 zog Mirarab nach Europa. Dort gründete er eine eigene Band mit zunächst Golnar Shahyar (Gesang, Gitarre), Kaveh Sarvarian (Flöte), Haggai Cohen-Milo (Bass) und Amir Wahba (Perkussion), die er mittlerweile zu einem Septett erweiterte. Damit begab er sich auf „eine Klangexpedition, die eine farbenreiche Mischung aus Rhythmen und Harmonien präsentiert, sowie ein reiches musikalisches Vokabular und profunde Kenntnis diverser Musikstile unter Beweis stellt.“ Mit Golnar Shahyar und dem Perkussionisten Shayan Fathi gründete er das Weltmusiktrio Sehrang, das ausgehend von iranischer Musik 2014 das Album Dar Lahze veröffentlichte. Im Duo bzw. Trio Mash arbeitete er mit András Dés und Vincent Pongracz. Mit seinem Quartett (mit Golnar Shahyar, Gesang, Kaveh Sarvarian, Flöte, und Amir Wahba, Perkussion) kam er ins Finale der Austrian World Music Awards 2015. Auch gründete er ein Duo mit Efrat Alony. Des Weiteren arbeitete er als Komponist für Bühnen- und Filmmusiken.
Bisher veröffentlichte Mirarab, der in Wien lebt, unter eigenem Namen bzw. im Trio Golnar & Mahan die Alben Persian Side of Jazz, Choub, Derakht und Say Your Most Beautiful Word. Mit Anthony Braxton und zahlreichen weiteren Musikern spielte er 2019 auf dem Jazzfest Berlin.
Er nahm an weiteren Projekten teil; so spielte er im Trickster Orchester und 2022 im Ensemble Multiphonics 8 mit Annette Maye, Mona Matbou Riahi, Steffen Schorn, Thomas Savy, Daniel Manrique-Smith, Lucas Leidinger, Gina Schwarz und Dirk-Peter Kölsch. Auch ist er auf Alben von Hamzeh Yeganeh, Johannes Berauer und Sakîna Teyna zu hören. Mit Ali Ghamsari und Reza Samani spielte Mirarab im Trio.

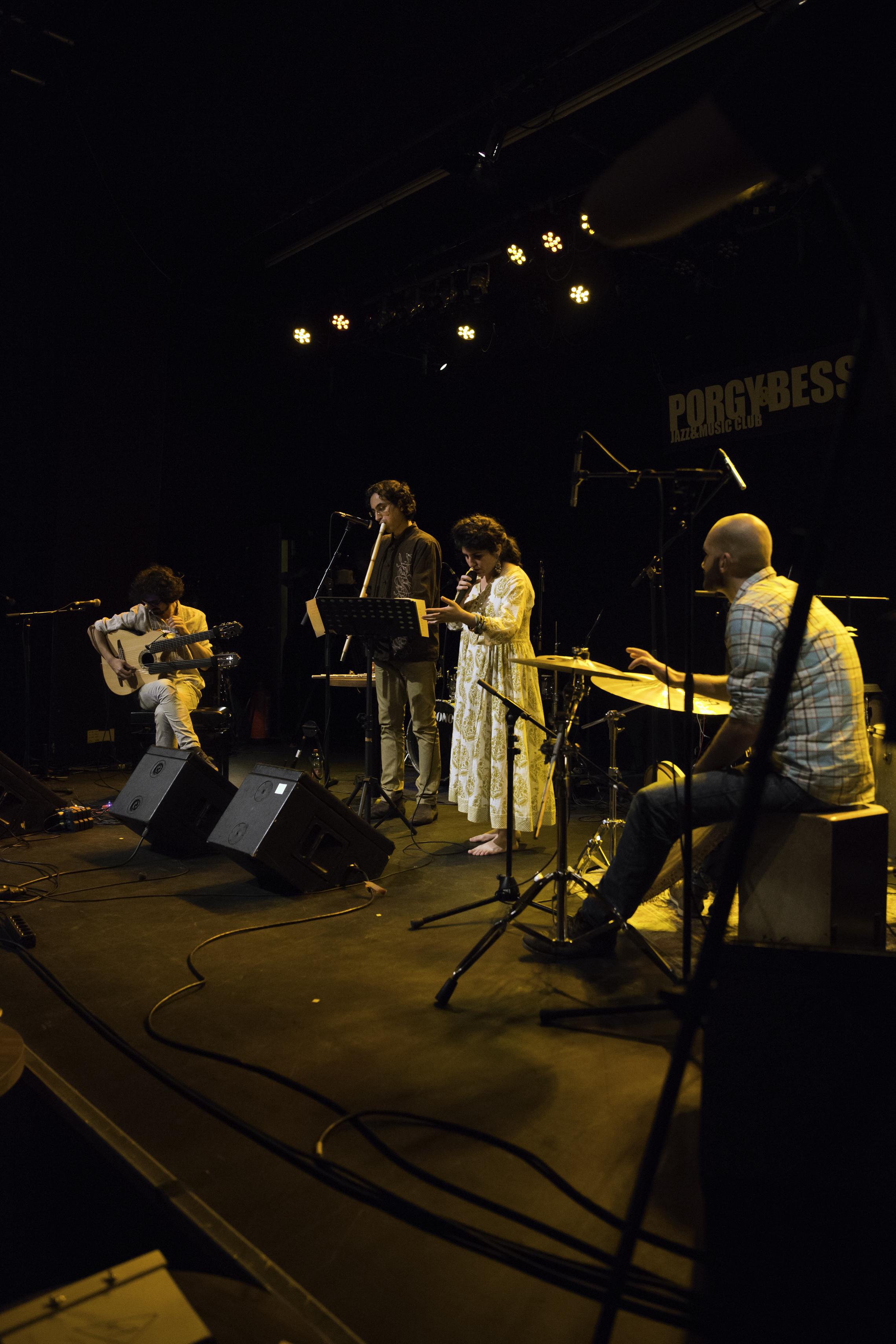
Mahan Mirarab Band (bei den Austrian World Music Awards 2015)